# Emma Emanuelsson
Emma Emanuelsson, född 19 september 1985, är en svensk hoppryttare som tävlar för Jump Club ridsportförening. Hon är yngre syster till den tidigare landslagsryttaren Lotta Björe och dotter till Bo "Emma" Emanuelsson. Hösten 2012 tog hon hem segern i hoppserien Volkswagen Grand Prix tillsammans med valacken Titan. I februari 2014 tog ekipaget SM-guld vid inomhus SM. I juni samma år så såldes Titan till en amerikansk ryttare och Emanuelsson förlorade därmed sin chans att ta plats i Ryttar-VM 2014.

## Topphästar

### Tidigare
- Titan (Valack född 2003) Skimmelfärgad Svenskt varmblod, e:Camaro M u:Tega (55) ue:Cardento

### Fotnoter
1. ↑  ”Titan såld till USA”. Arkiverad från originalet den 26 oktober 2014. https://web.archive.org/web/20141026123253/http://www.tidningenridsport.se/Tavling/Nyheter/2014/6/Titan-sald-till-USA/. Läst 26 oktober 2014.